# Pierwszy grzech Takopiiego
Pierwszy grzech Takopiiego (jap. タコピーの原罪 Takopī no genzai) – manga autorstwa Taizan 5, publikowana w magazynie internetowym „Shōnen Jump+” wydawnictwa Shūeisha od grudnia 2021 do marca 2022. Całość została zebrana w dwóch tomach. Na jej podstawie powstała seria ONA, której premiera odbyła się w lipcu 2025.

## Fabuła
Nnu-Anu-Kf jest kosmitą przypominającym ośmiornicę, który przybył z Happy Planety, aby szerzyć szczęście wśród innych. Po awaryjnym lądowaniu na Ziemi i ucieczce przed władzami federalnymi natrafia na Shizukę, 9-letnią dziewczynkę, która jest nieustannie nękana przez swoją koleżankę z klasy Marinę i znajduje pocieszenie tylko w swoim psie Chappym. Shizuka, zauważając, że przypomina on ośmiornicę, nadaje przybyszowi imię Takopii. Takopii postanawia wykorzystać szczęśliwe gadżety swojej planety, aby pomóc Shizuce, ale po tym, jak Marina daje się umyślnie ugryźć przez Chappy’ego, aby został zabrany przez kontrolę zwierząt, Shizuka używa jednego z gadżetów Takopiiego, aby popełnić samobójstwo. Zdając sobie sprawę z powagi sytuacji, Takopii używa innego gadżetu, aby cofnąć się w czasie, mając nadzieję, że uda mu się poprawić życie Shizuki.

## Bohaterowie
- Takopii (jap. タコピー Takopī)

Seiyū: Kurumi Mamiya 
Obcy z Happy Planety, przypominający ośmiornicę. Celem Takopiiego jest szerzenie szczęścia za pomocą rozmaitych gadżetów, jednak jego niewinny i uproszczony światopogląd zostaje wystawiony na próbę, gdy zderza się ze złożoną moralnością i naturą ludzi. Później okazuje się, że Takopii najpierw spotkał nastoletnią Marinę. Ta wyjawiła, że uważa Shizukę za źródło wszystkich swoich nieszczęść i chciała jej śmierci, co skłoniło Takopiiego do wysłania samego siebie w przeszłość, aby spełnić jej życzenie. Takopii stracił jednak pamięć podczas spełniania życzenia Mariny i zapomniał o swoim celu, przez co zamiast tego zaprzyjaźnił się ze Shizuką. Kiedy zobaczył, że jego działania przynoszą więcej szkody niż pożytku, poświęcił się, by zresetować linię czasu i dać zarówno Shizuce, jak i Marinie lepszą przyszłość.
- Shizuka Kuze (jap. 久世 しずか Kuze Shizuka)

Seiyū: Reina Ueda 
Dziewczynka, z którą Takopii zaprzyjaźnia się po przybyciu na Ziemię. W szkole jest ofiarą prześladowań z powodu pracy jej matki jako hostessy. Jedyne ukojenie znajduje w domu, spędzając czas ze swoim psem, Chappym. Popełnia samobójstwo po tym, jak Marina doprowadza do odebrania jej Chappy'ego, lecz Takopii ratuje ją, cofając czas. Z czasem dziewczynka powoli się załamuje, czując narastającą samotność. W końcu postanawia wyjechać do miejsca, gdzie mieszka jej biologiczny ojciec, lecz odkrywa, że ma on nową rodzinę. W akcie rozpaczy próbuje zniszczyć jego szczęście, jednak Takopii udaremnia jej zamiary po tym, jak dostrzega, że jego działania przyniosły więcej szkody niż pożytku. W nowej linii czasu Shizuka i Marina ostatecznie zostają najlepszymi przyjaciółkami, niejako mimochodem uświadamiając sobie, że łączy je Takopii.
- Marina Kirarazaka (jap. 雲母坂 まりな Kirarazaka Marina)

Seiyū: Konomi Kohara 
Koleżanka z klasy Shizuki, która ją prześladuje, często wyśmiewając jej sytuację rodzinną. Później okazuje się, że Marina jest ofiarą przemocy ze strony swojej matki, spowodowanej tym, że jej ojciec zdradza ją z matką Shizuki. Następnie Takopii przypomina sobie, że spotkał Marinę przed wydarzeniami z początku serii i zdecydowali się zabić Shizukę, cofając się w czasie, ponieważ tego właśnie chciała Marina. Takopii stracił jednak pamięć i zapomniał swój cel, w efekcie czego przypadkowo zabija Marinę i zajmuje jej miejsce. W nowej linii czasu Marina i Shizuka stają się najlepszymi przyjaciółkami, nieświadomie zdając sobie sprawę, że łączy je więź poprzez Takopiiego.
- Naoki Azuma (jap. 東 直樹 Azuma Naoki)

Seiyū: Anna Nagase 
Kolega z klasy Shizuki, który stara się wspierać ją na wszelkie możliwe sposoby, mimo że Shizuka wielokrotnie odrzuca jego pomoc. Później wychodzi na jaw, że Naoki był pod presją matki, która porównywała go do jego starszego brata Junyi, który był od niego znacznie bardziej utalentowany. Naoki popadł w depresję, ponieważ matka nieustannie nazywała go nieudacznikiem i oczekiwała, że będzie równie dobry jak Junya. W końcu Naoki dowiaduje się Takopiim i śmierci Mariny, a następnie pomaga Shizuce, tuszując sprawę. Ostatecznie Naoki i Junya się godzą, a Naoki przyznaje się do zabicia Mariny za namową Shizuki. W nowej linii czasu Naoki częściej spędza czas z innymi znajomymi i dystansuje się od Shizuki i Mariny.

## Manga
Manga ukazywała się w magazynie internetowym „Shōnen Jump+” od 10 grudnia 2021 do 25 marca 2022. Wydawnictwo Shūeisha zebrało jej rozdziały w dwóch tankōbonach, wydanych 4 marca i 4 kwietnia 2022.
28 marca 2024 wydawnictwo Waneko zapowiedziało wydanie mangi w Polsce w jednym tomie zbiorczym. Premiera odbyła się 27 czerwca tego samego roku.
| Nr | Język japoński  | Język japoński         | Język polski    | Język polski           |
| Nr | Data wydania    | ISBN                   | Data wydania    | ISBN                   |
| --- | --------------- | ---------------------- | --------------- | ---------------------- |
| 1 | 4 marca 2022    | ISBN 978-4-08-883049-0 | 27 czerwca 2024 | ISBN 978-83-8242-802-5 |
| Lista rozdziałów - 1. Do ciebie w 2016 roku (jap. 2016年のきみへ Nisenjūroku-nen no kimi e) - 2. Wielka przygoda Takopiiego (jap. タコピの冒険 Takopi no bōken) - 3. Królestwo Mariny (jap. まりなの王国 Marina no ōkoku) - 4. Takopii czuje ulgę (jap. タコピーの救済 Takopī no kokkai) - 5. Naoki interweniuje (jap. 直樹の介入 Naoki no kainyū) - 6. Wielka przygoda Naokiego (jap. 直樹の冒険 Naoki no bōken) - 7. Wyznanie Takopiiego (jap. タコピーの告解 Takopī no kokkai) |                 |                        |                 |                        |
| 2 | 4 kwietnia 2022 | ISBN 978-4-08-883104-6 | 27 czerwca 2024 | ISBN 978-83-8242-802-5 |
| Lista rozdziałów - 8. Królestwo Shizuki (jap. 静香の王国 Shizuka no ōkoku) - 9. Będzie dobrze (jap. 大丈夫になるよ Daijōbu ni naru yo) - 10. Naoki czuje ulgę (jap. 直樹の救済 Naoki no kyūsai) - 11. Wyprawa Shizuki przez Japonię (jap. 静香の日本ツアー Shizuka no Nihon tsuā) - 12. Do ciebie w 2022 roku (jap. 2022年のきみへ Nisennijūni-nen no kimi e) - 13. Pierwszy grzech Takopiiego (jap. タコピーの原罪 Takopī no genzai) - 14. Naoki interweniuje (jap. 直樹の介入 Naoki no kainyū) - 15. Shizuś (jap. しずか Shizuka) - 16. Do wszystkich was w 2016 roku (jap. 2016年のきみたちへ Nisenjūroku-nen no kimi-tachi e) |                 |                        |                 |                        |

## Anime
9 grudnia 2024 zapowiedziano powstanie adaptacji anime. Później ujawniono, że będzie to seria ONA wyprodukowana przez studio Enishiya, a produkcją i planowaniem zajmie się stacja TBS. 6-odcinkowa seria została wyreżyserowana i napisana przez Shinyę Iino, projekty postaci przygotował Keita Nagahara, a muzykę skomponował Yoshiaki Fujisawa. Premiera odbyła się 28 czerwca 2025 na różnych platformach streamingowych, w tym Netflix, Amazon Prime Video, Abema i U-Next. Motywem otwierającym jest „Happy Lucky Chappy” (jap. ハッピーラッキーチャッピー Happī rakkī chappī) w wykonaniu Ano, natomiast końcowym „Glass no sen” (jap. がらすの線 Garasu no sen) autorstwa Tele. Prawa do dystrybucji serii nabył Crunchyroll.

### Lista odcinków
| № | Tytuł                                                                      | Reżyseria                  | Scenariusz  | Premiera        |
| - | -------------------------------------------------------------------------- | -------------------------- | ----------- | --------------- |
| 1 | To You in 2016 Nisenjūroku-nen no Kimi e (2016年のきみへ)                  | Shinya Iino                | Shinya Iino | 28 czerwca 2025 |
| 2 | Takopi’s Salvation Takopī no Kyūsai (タコピーの救済)                       | Moaang                     | Ko Nekota   | 5 lipca 2025    |
| 3 | Takopi’s Confession Takopī no Kokkai (タコピーの告解)                      | Rikka                      | Shinya Iino | 12 lipca 2025   |
| 4 | Azuma-kun’s Salvation Azuma-kun no Kyūsai (東くんの救済)                   | Toya Ooshima               | Ko Nekota   | 19 lipca 2025   |
| 5 | To You in 2022 Nisennijūni-nen no Kimi e (2022年のきみへ)                  | Hirotaka Mori              | Ko Nekota   | 26 lipca 2025   |
| 6 | To All of You in 2016 Nisenjūroku-nen no Kimi-tachi e (2016年のきみたちへ) | Shinya Iino Masayuki Sakoi | Shinya Iino | 2 sierpnia 2025 |

## Odbiór
Manga zdobyła nagrodę za doskonałość podczas 51. ceremonii rozdania nagród Nihon mangaka kyōkai shō w 2022 roku. W poradniku Kono manga ga sugoi! (edycja 2023 roku) seria zajęła trzecie miejsce w kategorii dla chłopców. W 2023 roku została nominowana do 16. nagrody Manga Taishō, zajmując 10. miejsce spośród 11 nominowanych. W tym samym roku była również nominowana do 27. nagrody kulturalnej im. Osamu Tezuki, a także do 54. nagrody Seiun w kategorii najlepszy komiks.
W lutym 2022 poinformowano, że seria przekroczyła 2 miliony wyświetleń dziennie na platformie „Shōnen Jump+”. Pierwszy tom sprzedał się w 41 277 egzemplarzach w pierwszym tygodniu od premiery, a drugi tom w 198 505 egzemplarzach w analogicznym okresie. Do maja 2022 manga liczyła ponad 1,2 miliona egzemplarzy w obiegu, w tym wersje cyfrowe.